# Lars Kaufmann
Pour les articles homonymes, voir Kaufmann.
Lars Kaufmann, né le 25 février 1982 à Görlitz, est un handballeur allemand jouant au poste d'arrière gauche. Il a remporté le championnat du monde en 2007 avec l'équipe nationale allemande. Du fait de la puissance de son bras (tirs jusqu'à 130 km/h), il a parfois été surnommé Lucky Luke.

## Palmarès

### En équipe nationale
Lars Kaufmann cumule 132 sélections et 322 buts en Équipe d'Allemagne entre le 4 janvier 2003 contre la Hongrie.
Championnats du monde
- Médaille d'or au Championnat du monde 2007,  Allemagne
- 5e place au Championnat du monde 2009
- 11e place au Championnat du monde 2011

Championnats d'Europe
- 4e place au Championnat d'Europe 2008,  Norvège
- 7e place au Championnat d'Europe 2012,  Serbie

### Club
Compétitions internationales
- Ligue des champions (1) : 2014 (avec SG Flensburg-Handewitt)
- Coupe de l'EHF (2) : 2011,  2016 (avec Frisch Auf Göppingen)
- Coupe des Coupes (1) : 2012 (avec SG Flensburg-Handewitt)

Compétitions nationales
- Vice-champion d'Allemagne en 2012 et 2013
- Coupe d'Allemagne (1) : 2015

### Distinctions individuelles
- 2e meilleur buteur du championnat d'Allemagne en 2010,